# Пидмогильный, Валерьян Петрович
Валерья́н Петро́вич Пидмоги́льный (укр. Валер'ян Петрович Підмогильний; 1901—1937) — украинский писатель, переводчик, один из представителей «Расстрелянного Возрождения».
Жертва Сталинских репрессий. Расстрелян в урочище Сандармох в Карелии.

## Биография
Родился в бедной крестьянской семье на Екатеринославщине. Когда Валерьяну было 14 лет, семья переехала в панскую экономию в селе Чапли, которое долгое время ошибочно считалось местом рождения писателя. Родители мечтали дать детям образование и наняли учителя французского языка для старшей дочки. Это была первая встреча Пидмогильного с иностранным языком.
Вначале Валерьян посещал церковно-приходскую школу. В 1910 поступил в 1-е Екатеринославское реальное училище, где основное внимание уделялось точным наукам (ныне в здании училища располагается корпус ДНУ, адрес — проспект Д. Яворницкого, 36). Одновременно изучал русский, немецкий и французский языки. В 1918 завершил учёбу с отличием. Затем поступил в новооткрывшийся университет, учился на математическом и юридическом факультетах, но гражданская война, голод и материальные трудности вынудили оставить учёбу.
В 1919—1920 работал секретарём отдела художественной пропаганды в отделе народного образования. Преподавал математику в школе им. Ивана Франко (располагалась в здании нынешнего музея «Литературное Приднепровье»), в 1920—1921 учительствовал в Павлограде, где в то время жили его родители.
В 1921 переехал в Киев, где работал библиографом Книжной палаты. В 1921—1923 годы, когда в Киеве свирепствовал голод, преподавал украинский язык и политпросвещение в Ворзельской трудовой школе. В 1921 писатель женился на дочери ворзельского священника Катре Червинской, актрисе Театра юного зрителя.
В 1922 вместе с женой вернулся в Киев, где поселился в доме недалеко от Сенного базара, на углу Большой Житомирской. Работал редактором издательства «Книгоспілка», соредактором журнала «Жизнь и революция».
С 1930 общая атмосфера, особенно в кругах интеллигенции, становилась всё более удручающей. Пидмогильного вывели из состава редколлегии журнала «Жизнь и революция», его произведения почти перестали печататься.
В 1931 переехал в Харьков, очевидно, надеясь на лучшие возможности для публикации своих произведений и рассчитывая на свой растущий авторитет переводчика. Работал в издательстве «ЛіМ», затем получил должность консультанта по иностранной литературе при издательстве «Рух».
8 декабря 1934 арестован по обвинению в «участии в работе террористической организации, ставившей своей целью организацию террора против руководителей партии». Проходил по делу «боротьбистов». На всех допросах отвечал следователям: «Виновным себя не признаю», даже когда допросы стали жестокими. Однако 11 января 1935 в протоколе появилось «признание» Пидмогильного в том, что он якобы принадлежал к «группе писателей-националистов с террористическими настроениями в отношении вождей партии». Так называемая «группа» состояла из семнадцати человек. Среди обвинений Пидмогильному в протоколе приводится его высказывание о том, что «политика коллективизации привела украинское село к голоду».

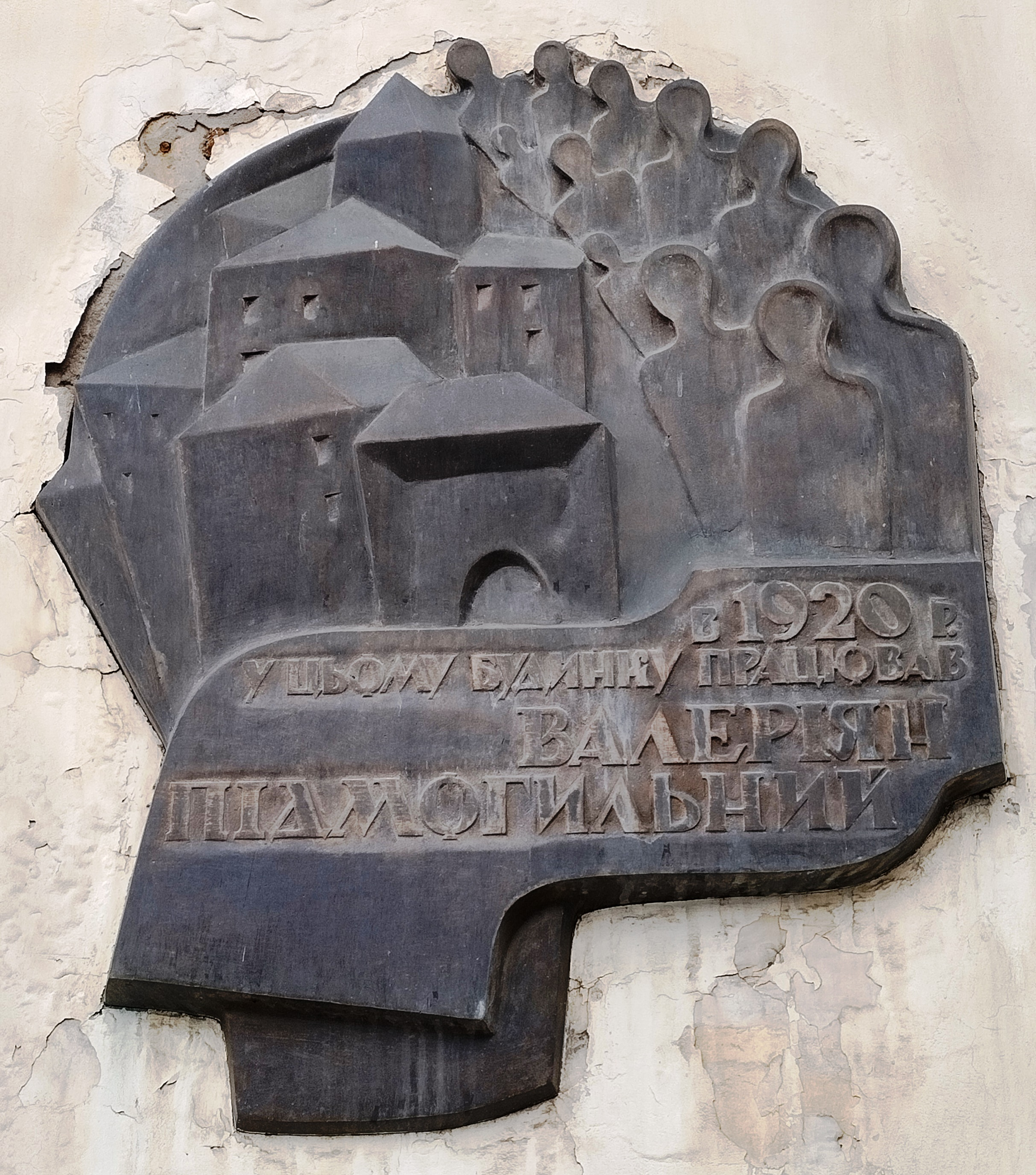
Мемориальная доска Валерьяну Пидмогильному в Днепре

27—28 марта 1935 выездная сессия Военной коллегии Верховного Суда СССР без свидетелей и адвокатов осудила Пидмогильного и других арестованных по этому «делу» на «десять лет с конфискацией личного имущества». Вскоре Пидмогильный был доставлен в Соловецкий лагерь особого назначения.
3 ноября 1937 к двадцатилетнему юбилею Октябрьской революции особая тройка УНКВД вынесла новый приговор: «Расстрелять», чтобы освободить место для новых узников режима. Вместе с Пидмогильным в урочище Сандармох в Карелии было расстреляно более 1000 заключённых, среди них Николай Зеров, Клим Полищук, Григорий Эпик, Лесь Курбас, Николай Кулиш, Мирослав Ирчан, Юлиан Шпол.
Реабилитирован в 1956 году. На Байковом кладбище есть семейная могила Пидмогильных.

## Творчество
Печататься начал ещё в школе под псевдонимом Лорд Листер. В школьном журнале публиковал приключенческие рассказы. В 1917 написал рассказ «Трудный вопрос», в 1919 — рассказы «Добрый Бог», «Пророк», «На селе» и опубликовал рассказы «Гайдамак», «Ваня» и «Старец» в екатеринославском сборнике «Сечь». В первый сборник Пидмогильного «Произведения. Т. 1» (1920) вошло 9 рассказов.
Литературная деятельность прерывалась учительством, работой в издательствах. В павлоградский период важную роль в становлении личности Пидмогильного сыграл литературовед Пётр Ефремов, брат Сергея Ефремова. Именно П. Ефремову принадлежит первая серьёзная заметка о творчестве Пидмогильного «Поэт ночных чар». Немалое влияние на Пидмогильного имела личность Дмитрия Яворницкого. Своим духовным наставником в чувстве слова Пидмогильный считал Михаила Коцюбинского.
В ворзельские годы написал цикл «Повстанцы». Часть рассказов была напечатана в екатеринославской газете «Украинский пролетарий». Описал голодомор 1921—1923 годов в рассказе «Сын» (1923).
В 1922 вышла книга рассказов «В эпидемическом бараке». Пидмогильный активно включился в литературно-художественную жизнь, стал членом только что созданного «Асписа», из которого выделилась литературная группа «Звено» («Ланка», 1924—1926), в 1926 переименованная в «МАРС» («Мастерскую революционного слова»). Эта организация стала, по сути, киевским филиалом «ВАПЛИТЕ». К группе, кроме Пидмогильного, принадлежало немало талантливых киевских литераторов, среди которых Борис Антоненко-Давидович, Мария Галич, Григорий Косынка, Феодосий Осьмачка, Евгений Плужник, Борис Тенета, Дмитрий Фальковский и другие.
В 1923 в журнале «Новая Украина» (Прага) были опубликованы новеллы Пидмогильного из цикла «Повстанцы», рассказ «Иван Босой». Этот журнал, издававшийся Владимиром Винниченко, позже фигурировал в деле Пидмогильного как вещественное доказательство его «контрреволюционной деятельности». В ЛНВ под псевдонимом была напечатана новелла «Коммунист».
В 1924 вышла книга Пидмогильного «Военный лётчик», а в 1926 году — отдельное издание повести «Третья революция». Вместе с Е. Плужником в 1926—1927 он подготовил два издания словаря «Фразеология делового языка», работал над сценарием фильма «Коломба» по роману Проспера Мериме. Работал и в литературоведении, дал интересную и смелую для советской действительности попытку психоаналитического рассмотрения творчества И. Нечуй-Левицкого в своей работе, написал критическую статью о поэзии М. Рыльского под названием «Без руля». В 1927 вышел сборник рассказов Пидмогильного «Проблема хлеба».
Пидмогильный участвовал в литературной дискуссии 1925—1928 годов. 24 мая 1925 выступил в большом зале Всенародной библиотеки перед представителями литературно-общественных организаций, вузовской молодежью, городской интеллигенцией на диспуте «Пути развития современной литературы».
В 1928 в Харькове издаётся роман «Город». Роман написан в модернистской стилистике с использованием некоторых моделей французского романа XIX века (ср. роман Мопассана «Милый друг»). В «Городе», в отличие от традиционной крестьянской и социальной тематики, акцент переносится на урбанистическую проблематику, затрагиваются философские вопросы бытия, анализируется психика героев, а конфликт разворачивается между людьми разных мировоззрений. «Город» считается первым урбанистическим романом в украинской литературе, с новыми героями, проблематикой и манерой повествования. Русский перевод романа вышел в Москве в 1930 году. После обретения Украиной независимости «Город» был включён в школьную программу по украинской литературе.
В 1930 в журнале «Жизнь и революция» был опубликован второй, небольшой по объёму, роман Пидмогильного «Маленькая драма». В отличие от «Города», «Маленькая драма» является образцом не только урбанистической, но прежде всего интеллектуальной прозы. Поэтому Пидмогильного вместе с В. Домонтовичем следует считать зачинателями жанра интеллектуального романа в современной украинской литературе. Роман интересен не только как психологический срез жизни в советской системе 1920-х годов, критики обратили внимание на ярко выраженные психоаналитические и экзистенциалистские аспекты этого произведения
В 1931—1934 Пидмогильному удалось напечатать только один рассказ — «Из жизни дома», поэтому он сосредоточился на переводческой деятельности, став одним из наиболее выдающихся украинских переводчиков французской литературы. По стилистической точности и языковой виртуозности его переводы Анатоля Франса, Бальзака, Мопассана, Стендаля, Гельвеция, Вольтера, Дидро, Альфонса Доде, Проспера Мериме, Гюстава Флобера, Виктора Гюго, Жоржа Дюамеля до сих пор считаются непревзойдёнными и охотно переиздаются многими украинскими издательствами. Пидмогильный был организатором, редактором и переводчиком многотомных изданий Ги де Мопассана (10 томов), Оноре де Бальзака (15 томов) и Анатоля Франса (25 томов).
Последнее произведение Пидмогильного осталось незавершённым и неозаглавленным; рукопись хранилась в спецархиве под запретом около пятидесяти лет, опубликована под условным заглавием «Повесть без названия».
В соловецком лагере в нечеловеческих условиях изолятора Пидмогильный продолжал писать. В его письмах к жене и родственникам упоминается небольшая повесть о жизни одного дома, потом рассказы, а с весны 1936 Пидмогильный неоднократно упоминает о работе над романом «Осень 1929», в котором говорилось о начале коллективизации на Украине.

## Переводы на русский язык
- Пидмогильный В. П. Город : роман / пер. с укр. Б. Елисаветского. — М. ; Л. : Государственное издательство, 1930. — 302 с. — (Творчество народов СССР). — 3000 экз.
  - Валериан Пидмогильный. Город : Роман / пер. с укр. Е. Мовчан // Дружба народов. — М., 1992. — № 08—10.